# Ditte Kotzian
Ditte Kotzian (* 9. März 1979 in Berlin) ist eine ehemalige deutsche Wasserspringerin.

## Karriere
Ditte Kotzian begann als Kind zunächst mit dem Geräteturnen, bevor sie zum Wasserspringen kam. Sie startete für den Berliner TSC und wurde von Jan Kretzschmar trainiert. Später studierte sie Sportwissenschaften mit dem Schwerpunkt Leistungssport/Pädagogik. Ihre ersten Erfolge erzielte sie als 14-Jährige bei den Jugend-Europameisterschaften 1993, wo sie Gold vom 1-Meter-Brett und einen sensationellen 5. Platz vom 3-Meter-Brett und im Turmspringen erreichte. Insgesamt gewann Kotzian 16 Medaillen bei Jugend-Europa- und Jugendweltmeisterschaft, davon siebenmal Gold.
2002 errang sie in Berlin zwei Europameistertitel im Synchronspringen vom 3-m-Brett mit Conny Schmalfuß und im Synchron-Turmspringen mit Annett Gamm sowie Silber vom 3-m-Brett. Bei den Europameisterschaften 2006 gewann sie Silber vom 1-m- und vom 3-m-Brett, sowie Silber im Synchronspringen vom 3-m-Brett mit Heike Fischer – ein Erfolg, den beide 2008 in Eindhoven wiederholen konnten. Auch bei den Weltmeisterschaften 2005 und 2007 gewann Kotzian Silber im Synchronspringen vom 3-m-Brett. Ihre Laufbahn krönte sie bei den Olympischen Sommerspielen 2008 in Peking mit dem Gewinn der Bronzemedaille im Synchronspringen vom 3-m-Brett.
Dafür erhielt sie von Bundespräsident Köhler 2008 das Silberne Lorbeerblatt.
Im Vorfeld der Deutschen Meisterschaften im Kunst- und Turmspringen in Aachen gab Ditte Kotzian im Mai 2009 das Ende ihrer sportlichen Karriere bekannt. Die mit 1,77 m eher großgewachsene Wasserspringerin holte 30 Deutsche Meistertitel.

## Erfolge
- Jugend-Europameisterschaft 1993
  - Gold vom 1-m-Brett
  - 5. Platz vom 3-m-Brett und im Turmspringen
- Jugend-Weltmeisterschaft 1993
  - Gold vom 1-m-Brett
  - Gold im Turmspringen
- Jugend-Europameisterschaft 1994
  - Gold vom 1-m-Brett
  - Silber vom 3-m-Brett
- Jugend-Europameisterschaft 1995
  - Gold vom 1-m-Brett und 3-m-Brett
  - 6. Platz im Turmspringen
- Jugend-Weltmeisterschaft 1995
  - Bronze vom 1-m- und vom 3-m-Brett
  - 4. Platz im Turmspringen
- Jugend-Europameisterschaft 1996
  - Gold vom 1-m-Brett
  - Silber vom 3-m-Brett
  - 4. Platz im Turmspringen
- Jugend-Europameisterschaft 1997
  - Silber vom 1-m- und 3-m-Brett
  - Bronze im Turmspringen
- Jugend-Weltmeisterschaft 1997
  - Silber vom 1-m- und 3-m-Brett
  - 5. Platz im Turmspringen
- Europameisterschaft 1999
  - 5. Platz vom 1-m-Brett
- Fina GP-Super Finale 1999
  - 5. Platz vom 3-m-Brett
- Weltcup 2000
  - 14. Platz vom 1-m-Brett
- Europameisterschaft 2000
  - 5. Platz im Turmspringen
- Olympische Sommerspiele 2000
  - 20. Platz im Turmspringen
- European Champions Cup 2001
  - Silber im Synchronspringen vom 3-m-Brett
  - Bronze vom 3-m-Brett
  - 5. Platz im Synchron-Turmspringen
- Weltmeisterschaft 2001
  - Bronze im Synchron-Springen vom 3-m-Brett
  - 7. Platz vom 3-m-Brett und beim Synchron-Turmspringen
- Universiade 2001
  - 2. Platz im Synchronspringen vom 3-m-Brett
  - 7. Platz beim Synchron-Turmspringen
- Weltcup 2002
  - 3. Platz im Synchronspringen vom 3-m-Brett
  - 8. Platz beim Synchron-Turmspringen
- Europameisterschaft 2002
  - Gold im Synchronspringen vom 3-m-Brett
  - Gold im Synchron-Turmspringen
  - Silber vom 3-m-Brett
- European Champions Cup 2003
  - 6. Platz im Synchronspringen vom 3-m-Brett
  - 7. Platz vom 3-m-Brett
- Weltmeisterschaft 2003
  - 4. Platz im Synchronspringen vom 3-m-Brett
  - 10. Platz vom 3-m-Brett
- Universiade 2003
  - 2. Platz im Synchronspringen vom 3-m-Brett
  - 3. Platz vom 3-m-Brett
- Weltcup 2004
  - 3. Platz im Synchronspringen vom 3-m-Brett
- Europameisterschaft 2004
  - 2. Platz im Synchronspringen vom 3-m-Brett
  - 12. Platz vom 3-m-Brett
- Olympische Sommerspiele 2004
  - 6. Platz im Synchronspringen vom 3-m-Brett
  - 11. Platz vom 3-m-Brett
- European Champions Cup 2005
  - 2. Platz im Synchronspringen vom 3-m-Brett
- Weltmeisterschaften 2005
  - 2. Platz im Synchronspringen vom 3-m-Brett
  - 11. Platz vom 1-m-Brett
- Europameisterschaft 2006
  - Silber vom 1-m- und vom 3-m-Brett
  - Silber im Synchronspringen vom 3-m-Brett (mit Heike Fischer)
- Weltmeisterschaft 2007
  - 2. Platz im Synchronspringen vom 3-m-Brett
- Europameisterschaft 2008
  - Silber im Synchronspringen vom 3-m-Brett (mit Heike Fischer)
- Olympische Sommerspiele 2008
  - Bronze im Synchronspringen vom 3-m-Brett (mit Heike Fischer)